# Mimosa skinneri var. carajarum
Mimosa skinneri var. carajarum, também conhecida como maria-dormideira, é uma variedade de uma espécie do gênero Mimosa que se diferencia das outras variedades por uma combinação particular de características e por ser endêmica da Serra dos Carajás, no estado do Pará.

## Taxonomia
A variedade foi descrita em 1991 por Rupert Charles Barneby.

## Forma de Vida
Trata-se de uma erva, de substrato terrícola.

## Descrição
Espécie herbácea, ereta alcança por volta dos 50 cm. É reconhecida pelas pequenas inflorescências (2,5-4 mm de diâmetro), folhas com um ou dois pares de pinas, pedúnculos de 25 a 70 mm de comprimento, frutos não aculeados (isto é, sem acúleo). As folhas são sensíveis ao toque. Esta variedade em particular pode ser diferenciada das outras da espécie pelos seus craspédios estipitados; com ramos, pecíolos e pedúnculos glabros.

## Distribuição
É endêmica dos campos ferruginosos da Serra dos Carajás, no Pará, também chamados de cangas. Por vezes se apresenta em margens de lagos. Pertence ao domínio fitogeográfico da Amazônia e pode ser encontrada em regiões de campo rupestre, característica de áreas montanhosas acima de 900m e solos litólicos associados a afloramento de minerais, neste caso os de ferro.
De acordo à Lista Oficial de Espécies da Flora Brasileira Ameaçadas de Extinção publicada em portaria de junho de 2022 pelo Ministério do Meio Ambiente (MMA) esta variedade está criticamente em perigo, isto é, se encontra em risco extremamente alto de extinção a curto prazo. A ameaça à sua conservação vem principalmente da exploração mineradora do Projeto Grande Carajás, que afeta a qualidade do hábitat da espécie e em menor grau da ocupação agropecuária que decorreu dessa atividade. Em 2021 o Instituto de Desenvolvimento Florestal e da Biodiversidade do estado do Pará (IDEFLOR-Bio) elaborou um Plano de Conservação que visa a proteção desta espécie, entre outras da região.

## Ligações Externas
- Mimosa skinneri var. carajarum no projeto Flora e Funga do Brasil.
- Mimosa skinneri var. carajarum no portal do Centro Nacional de Conservação da Flora (Brasil)